# Jan Roseboom
Jan Roseboom (Ede,  9 maart 1901 − Nederhemert, 23 juni 1979) was een Nederlands bestuurder.

## Biografie
Roseboom was een zoon van de landbouwer Willem Roseboom en Jantje van Snippenberg (1869-1929). Hij werd in 1945 burgemeester van Hedel en van Kerkwijk, hetgeen hij tot 1952 zou blijven. Van 1950 tot 1958 was hij dijkgraaf van de Bommelerwaard boven de Meidijk. Van 1954 tot 1966 was hij lid van Provinciale Staten van Gelderland, van 1958 tot 1966 tevens gedeputeerde. Hij trouwde in 1932 met Christine barones van Wassenaer (1900-1987), telg uit het geslacht Van Wassenaer (tak Nederhemert).
J. Roseboom overleed in 1979 op 78-jarige leeftijd.